# Poa celsa
Poa celsa är en gräsart som beskrevs av Elizabeth Edgar. Poa celsa ingår i släktet gröen, och familjen gräs. Inga underarter finns listade i Catalogue of Life.